# Sultanato de Yogyakarta
El sultanato de Yogyakarta (en javanés: ꦏꦱꦸꦭ꧀ꦠꦤ꧀ꦤꦤ꧀ꦔꦪꦺꦴꦒꦾꦏꦂꦡꦲꦢꦶꦤꦶꦔꦿꦠ꧀, en indonesio: Kesultanan Yogyakarta) es una monarquía javanesa de la Región especial de Yogyakarta, en la República de Indonesia. El actual sultán es Hamengkubuwono X.
Yogyakarta existió como estado desde 1755 en el territorio de la moderna Indonesia en la parte central de la isla de Java. El sultanato se convirtió en el principal escenario de operaciones militares durante la guerra de Java de 1825-1830, tras lo cual los holandeses anexaron una parte significativa de su territorio y el grado de autonomía se redujo significativamente. En 1946-1948, durante la guerra de Independencia de Indonesia, la capital de la república fue transferida al territorio del sultanato, en la ciudad de Yogyakarta.
En 1950, Yogyakarta, junto con el principado de Pakualaman, se convirtieron en parte de Indonesia, con los antiguos reinos reales unidos como región especial, con el mismo estatus que el de una provincia nacional. Al mismo tiempo, el título hereditario de sultán de Yogyakarta y príncipe de Pakualaman, con los privilegios ceremoniales que acompañan a los títulos, se aseguraron legalmente para los gobernantes. En 2012, el gobierno de Indonesia reconoció formalmente al sultán reinante de Yogyakarta, Hamengkubuwono, como gobernador hereditario de la región especial de Yogyakarta, con el príncipe de Pakualam como vicegobernador hereditario (artículo 18, párrafo 1c). Se afirma que el sultanato posee casi el 10% de la tierra en la región especial de Yogyakarta.

## Geografía

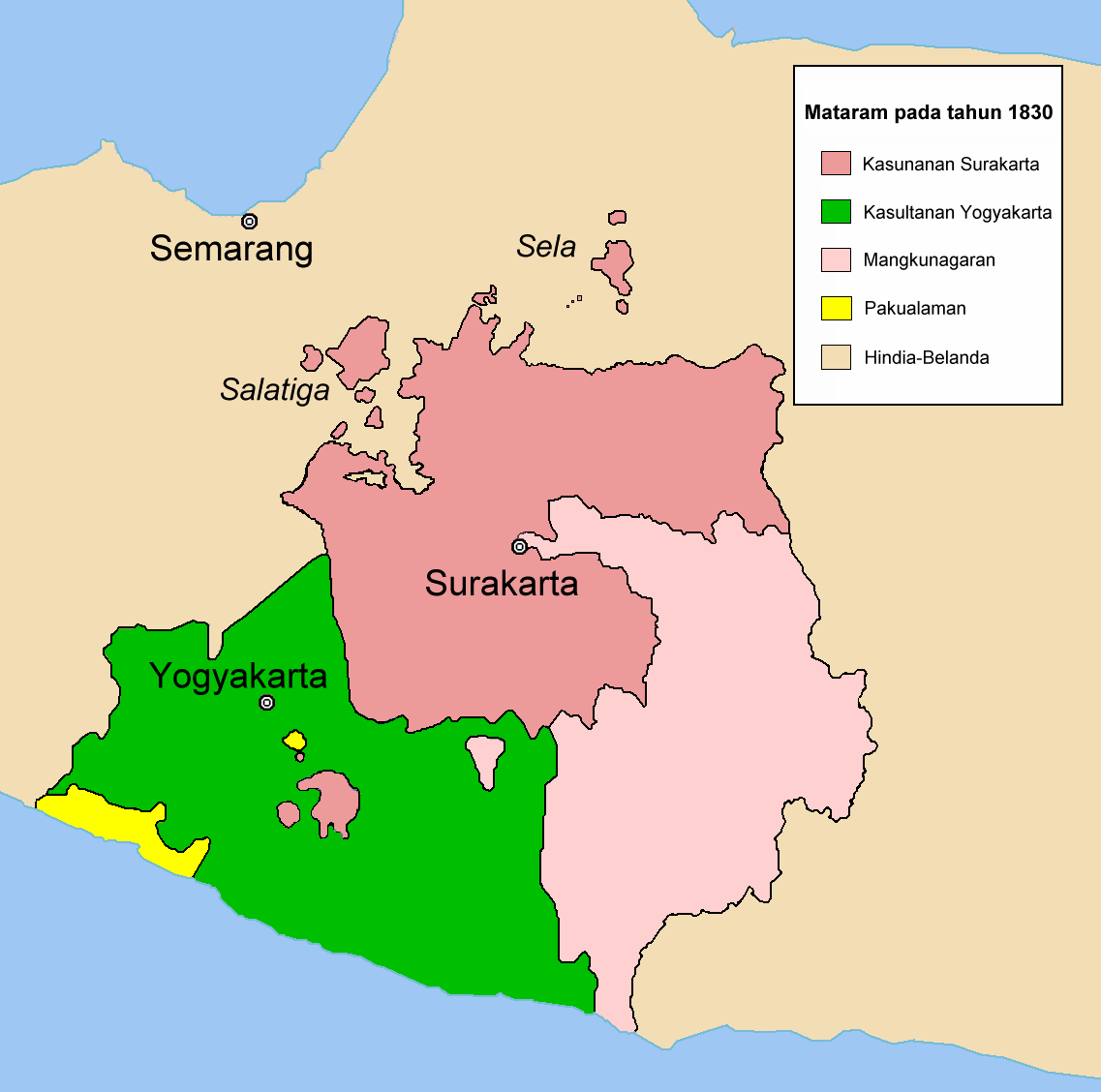
El sultanato de Yogyakarta (verde) en 1830.

El sultanato se encuentra en la costa sur de la isla de Java. En el sur limita con el Océano Índico, con tierras rodeadas por la provincia de Java Central. El área es de 3133 km², mientras que la población en 2010 era de aproximadamente tres millones y medio de personas. El distrito especial de Yogyakarta, junto con Yakarta, tiene la mayor densidad de población entre las provincias de Indonesia.
No muy lejos de la ciudad de Yogyakarta se encuentra el volcán Merapi, el volcán más activo de Indonesia que ha entrado en erupción regularmente desde 1548, lo que ha causado grandes daños a la población del distrito. En octubre-noviembre de 2010, sucedió una fuerte erupción volcánica, lo que obligó a unas cien mil personas a abandonar temporalmente sus hogares.

## Historia

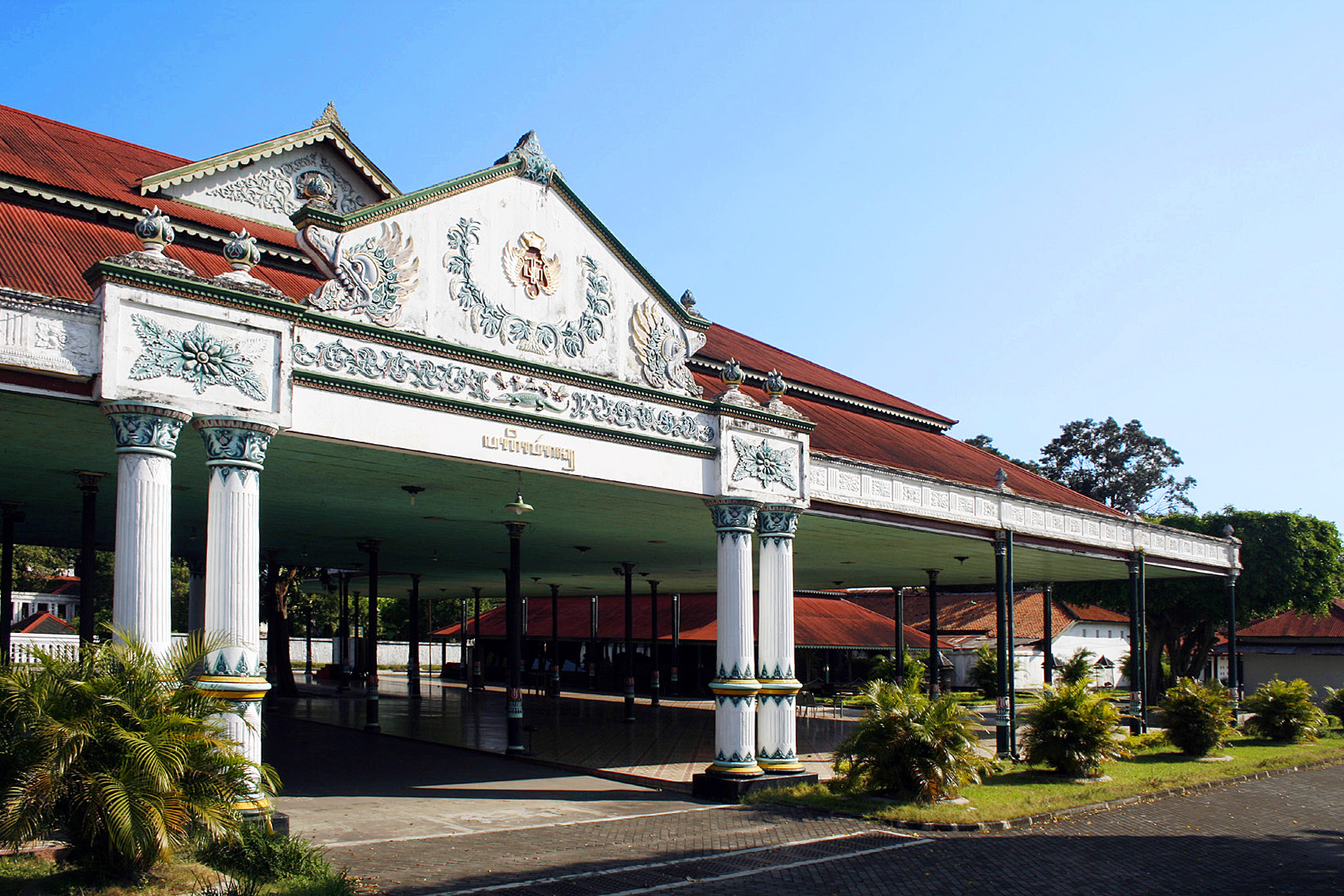
Pagelaran, el vestíbulo del Palacio Real de Yogyakarta.

Después de la muerte del sultán Agung, el sultanato de Mataram fue perdiendo fuerza debido a la lucha por el poder dentro del propio sultanato. Para empeorar las cosas, la Compañía Neerlandesa de las Indias Orientales (VOC) aprovechó la lucha por el poder para aumentar su control. En la cúspide del conflicto, el sultanato de Mataram se dividió en dos según el tratado de Giyanti del 13 de febrero de 1755: el sultanato de Yogyakarta y el sunanato de Surakarta.
El tratado de Giyanti mencionó a Pangeran Mangkubumi como sultán de Yogyakarta con el título de:

ꦔꦂꦱꦢꦊꦩ꧀ꦱꦩ꧀ꦥꦺꦪꦤ꧀ꦢꦊꦩ꧀ꦲꦶꦁꦏꦁꦱꦶꦤꦸꦮꦸꦤꦏꦁꦗꦼꦁꦱꦸꦭ꧀ꦠꦤ꧀ꦲꦩꦼꦁꦏꦸꦨꦸꦮꦤꦱꦺꦤꦥꦠꦶꦲꦶꦁꦔꦭꦒꦔꦧ꧀ꦢꦸꦭ꧀ꦫꦏ꦳꧀ꦩꦤ꧀ꦱꦪꦶꦢꦶꦤ꧀ꦥꦤꦠꦒꦩꦏ꦳ꦭꦶꦥ꦳ꦠꦸꦭ꧀ꦭꦃ
Ngarsa Dalem Sampeyan Dalem Ingkang Sinuwun Kangjeng Sultan Hamengkubuwana Senopati-ing-Ngalaga Ngabdulrakhman Sayyidin Panatagama Khalifatullah

Traducido como «Su Alteza el Sultán, Comandante en el Campo de Batalla, Sirviente del Más Gracioso, Clérigo y Califa que Salvaguarda la Religión.»
Como resultado de una mayor intervención colonial dentro de la familia gobernante del antiguo sultanato de Mataram, el área que hoy es la Región Especial de Yogyakarta se dividió entre el sultanato de Yogyakarta (Kasultanan Yogyakarta) y el principado de Pakualam (Kadipaten Pakualaman).
El gobierno colonial neerlandés dispuso la realización del autogobierno autónomo, concertado mediante un contrato político. Cuando se proclamó la independencia de Indonesia, los gobernantes, el sultán de Yogyakarta y el príncipe de Pakualaman hicieron una declaración de apoyo a la recién fundada República de Indonesia y que se unirían a la misma. Después de que el público internacional reconociera formalmente la independencia de la república, los antiguos reinos reales se unificaron formalmente el 3 de agosto de 1950 en la Región Especial de Yogyakarta, y el sultán de Yogyakarta se convirtió en el gobernador hereditario de la región especial, y el príncipe de Pakualaman en su vicepresidente hereditario, formalmente el 30 de agosto de 2012 (artículo 18, párrafo 1c); ambos responden y son responsables ante el presidente de Indonesia.

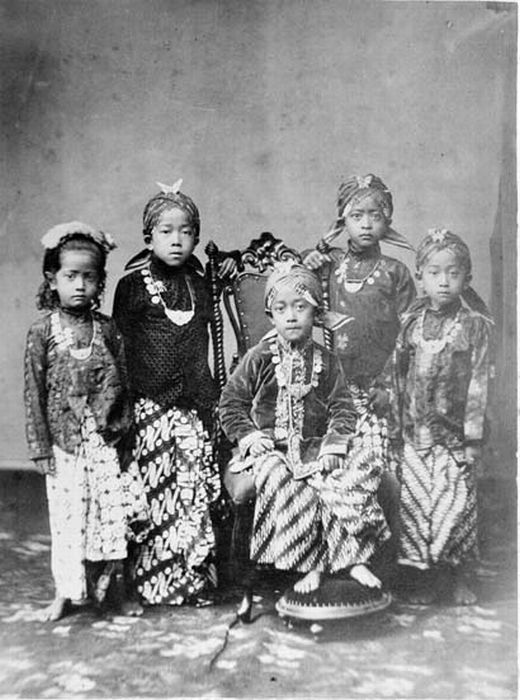
Príncipes y princesas del sultanato de Yogyakarta (1870).

En el desempeño de la administración del gobierno local considera tres principios: descentralización, concentración y asistencia. El gobierno provincial lleva a cabo las responsabilidades y autoridades del gobierno central, mientras que por otro lado lleva a cabo sus responsabilidades y autoridades autónomas. El gobierno regional está formado por el jefe de la región y la Asamblea Legislativa de la región. Tal construcción garantiza una buena cooperación entre el jefe de la región y la Asamblea Legislativa para lograr una buena administración del gobierno regional. El jefe de la región especial de Yogyakarta tiene la responsabilidad de jefe del territorio y el título de gobernador.
El primer gobernador fue el fallecido Hamengkubuwono IX, sultán de Yogyakarta y continuó por Paku Alam VIII como gobernador interino hasta que Hamengkubuwono X ascendió al trono en 1998. A diferencia de los otros jefes de regiones de Indonesia, el gobernador de la región especial de Yogyakarta tiene el privilegio de estado de no estar vinculado al período del cargo ni a los requisitos y forma de nombramiento (artículo 25, párrafos 1 y 2). Sin embargo, en el desempeño de sus funciones, tienen la misma autoridad y responsabilidades.
El 5 de mayo de 2015, tras un real decreto emitido por el sultán, la princesa Mangkubumi (anteriormente conocida como princesa Pembayun) recibió el nuevo nombre de Mangkubumi Hamemayu Hayuning Bawana Langgeng ing Mataram. Esto la denota como la presunta heredera del sultanato. El título de Mangkubumi se reservaba anteriormente para los príncipes masculinos mayores preparados para el trono, incluido el sultán reinante. Por tanto, el decreto admite mujeres de la realeza en la línea de sucesión por primera vez desde la fundación del sultanato. Según el actual sultán, esto estaba en consonancia con sus prerrogativas; sin embargo, su acción fue criticada por sus familiares masculinos más conservadores, como sus hermanos, que fueron desplazados en la línea de sucesión.

## Residencia
La residencia principal del sultán es el kraton (palacio), a veces llamado keraton, pero también conocido en términos formales como Keraton Ngayogyakarta Hadiningrat (en javanés, ꦏꦫꦠꦺꦴꦤ꧀ꦔꦪꦺꦴꦒꦾꦏꦂꦡꦲꦢꦶꦤꦶꦔꦿꦠ꧀).

## Lista de sultanes
Lista de sultanes de Yogyakarta:
| Nombre                                     | Período de vida                                          | Inicio del reinado | Fin del reinado | Descripción                 | Retrato |
| Hamengkubuwono I Raden Mas Sujana          | 6 de agosto de 1717 - 4 de marzo de 1792 (74 años)       | 1755               | 1792            | Hijo de Amangkurat IV       |         |
| Hamengkubuwono II Raden Mas Sundoro        | 7 de marzo de 1750 – 3 de enero de 1828 (77 años)        | 1792               | 1810            | Hijo de Hamengkubuwono I    |         |
| Hamengkubuwono III Raden Mas Surojo        | 20 de febrero de 1769 – 3 de noviembre de 1814 (45 años) | 1810               | 1811            | Hijo de Hamengkubuwono II   |         |
| Hamengkubuwono II Raden Mas Sundoro        | 7 de marzo de 1750 – 3 de enero de 1828 (77 años)        | 1811               | 1812            | Hijo de Hamengkubuwono I    |         |
| Hamengkubuwono III Raden Mas Surojo        | 20 de febrero de 1769 – 3 de noviembre de 1814 (45 años) | 1812               | 1814            | Hijo de Hamengkubuwono II   |         |
| Hamengkubuwono IV Raden Mas Ibnu Jarot     | 3 de abril de 1804 - 6 de diciembre de 1822 (18 años)    | 1814               | 1822            | Hijo de Hamengkubuwono III  |         |
| Hamengkubuwono V Raden Mas Gathot Menol    | 20 de agosto de 1821 – 1855                              | 1822               | 1826            | Hijo de Hamengkubuwono IV   |         |
| Hamengkubuwono II Raden Mas Sundoro        | 7 de marzo de 1750 – 3 de enero de 1828 (77 años)        | 1826               | 1828            | Hijo de Hamengkubuwono I    |         |
| Hamengkubuwono V Raden Mas Gathot Menol    | 20 de agosto de 1821 – 1855                              | 1828               | 1855            | Hijo de Hamengkubuwono IV   |         |
| Hamengkubuwono VI Raden Mas Mustojo        | 1821 – 20 de julio de 1877                               | 1855               | 1877            | Hermano de Hamengkubuwono V |         |
| Hamengkubuwono VII Raden Mas Murtejo       | 1839 – 1931                                              | 1877               | 1921            | Hijo de Hamengkubuwono VI   |         |
| Hamengkubuwono VIII Raden Mas Sujadi       | 3 de marzo de 1880 – 22 de octubre de 1939 (59 años)     | 1921               | 1939            | Hijo de Hamengkubuwono VII  |         |
| Hamengkubuwono IX Raden Mas Dorodjatun     | 12 de agosto de 1912 – 2 de octubre de 1988 (76 años)    | 1939               | 1988            | Hijo de Hamengkubuwono VIII |         |
| Hamengkubawono X Raden Mas Herjuno Darpito | 2 de abril de 1946 (78 años)                             | 1988               | Sultán actual   | Hijo de Hamengkubuwono IX   |         |